# Asociación Deportiva San Buenaventura
La Asociación Deportiva San Buenaventura  es un club costarricense de fútbol, ubicado en la ciudad de Abangares en la provincia de Guanacaste. El club fue fundado el 16 de agosto de 2006.

## Historia
La Asociación Deportiva San Buenaventura nace de la compra de la franquicia de la Asociación Deportiva Real Esparta el día 16 de junio del año 2008, cambiando de inmediato su razón social a Asociación Deportiva San Buenaventura, domiciliada en San Buenaventura de Colorado de Abangares, Guanacaste. Inicia por primera vez su participación en torneos de LINAFA el domingo 9 de noviembre del 2008 ante el equipo A.D. Santa Teresa de Cóbano, doblegándolo en su propio campo con un marcador de 6 a 0. Su primer anotador en esta categoría fue el jugador Carlos Rodríguez Sánchez y su primer entrenador el señor Oscar Gómez Jiménez Cofla. Para el torneo 2009 el anotador del primer gol fue Állan Rodríguez Sánchez Choco en Cóbano contra el equipo Asociación Deportiva y Recreativa Cóbano y el entrenador ese año era William Serrano Matarrita El Indio. Para el torneo 2010 el anotador del primer gol fue Armando Medina Sánchez Nana en Jacó contra el equipo Asociación Deportiva Marlin Pacific y el entrenador ese año era Omar Lozano Palacio Cachimba. En ese torneo se estuvo a punto del descenso, pero en un juego brillante de principio a fin, terminamos ganándole a Marlin Pacific por marcador de 3 a 2 y enviándolos a Tercera División Aficionada. Para el torneo 2011 el anotador del primer gol fue en San Buenaventura contra el equipo Jicaral Sercoba y el entrenador era el señor Wagner Rodríguez Espinoza de San José. 

## Uniforme
- Uniforme titular:  Camiseta con rayas verticales rojas y blancas, pantalón rojo y medias blancas.
- Uniforme alternativo: Camiseta blanca, pantalón blanco y medias blancas.